# Суллан
Суллан (фр. Soullans) — коммуна на западе Франции, регион Пеи-де-ла-Луар, департамент Вандея, округ Ле-Сабль-д’Олон, кантон Сен-Жан-де-Мон. Расположена в 41 км к северо-западу от Ла-Рош-сюр-Йона и в 63 км к юго-западу от Нанта, в 45 км от автомагистрали А87.
Население (2019) — 4 259 человек.

## Достопримечательности
- Церковь Святого Илария
- Шато Ретай XVIII века
- Кладбищенский крест, исторический памятник

## Экономика
Структура занятости населения:
- сельское хозяйство — 5,5 %
- промышленность — 28,3 %
- строительство — 11,9 %
- торговля, транспорт и сфера услуг — 35,2 %
- государственные и муниципальные службы — 19,0 %

Уровень безработицы (2019) — 13,2 % (Франция в целом — 12,9 %, департамент Вандея — 10,5 %). 

Среднегодовой доход на 1 человека, евро (2019) — 21 970 (Франция в целом — 21 930, департамент Вандея — 21 550).

## Демография
Динамика численности населения, чел.

## Администрация
Пост мэра Суллана с 2001 года занимает Жан-Мишель Руйе (Jean-Michel Rouillé). На муниципальных выборах 2020 года возглавляемый им правый список победил в 1-м туре, получив 76,75 % голосов.
| Период | Период | Фамилия         | Партия                             | Примечания                                            |
| ------ | ------ | --------------- | ---------------------------------- | ----------------------------------------------------- |
| 1971   | 2001   | Жан Кроше       | Объединение в поддержку Республики | врач, вице-президент Генерального совета департамента |
| 2001   |        | Жан-Мишель Руйе | Разные правые                      | инженер                                               |

## Галерея

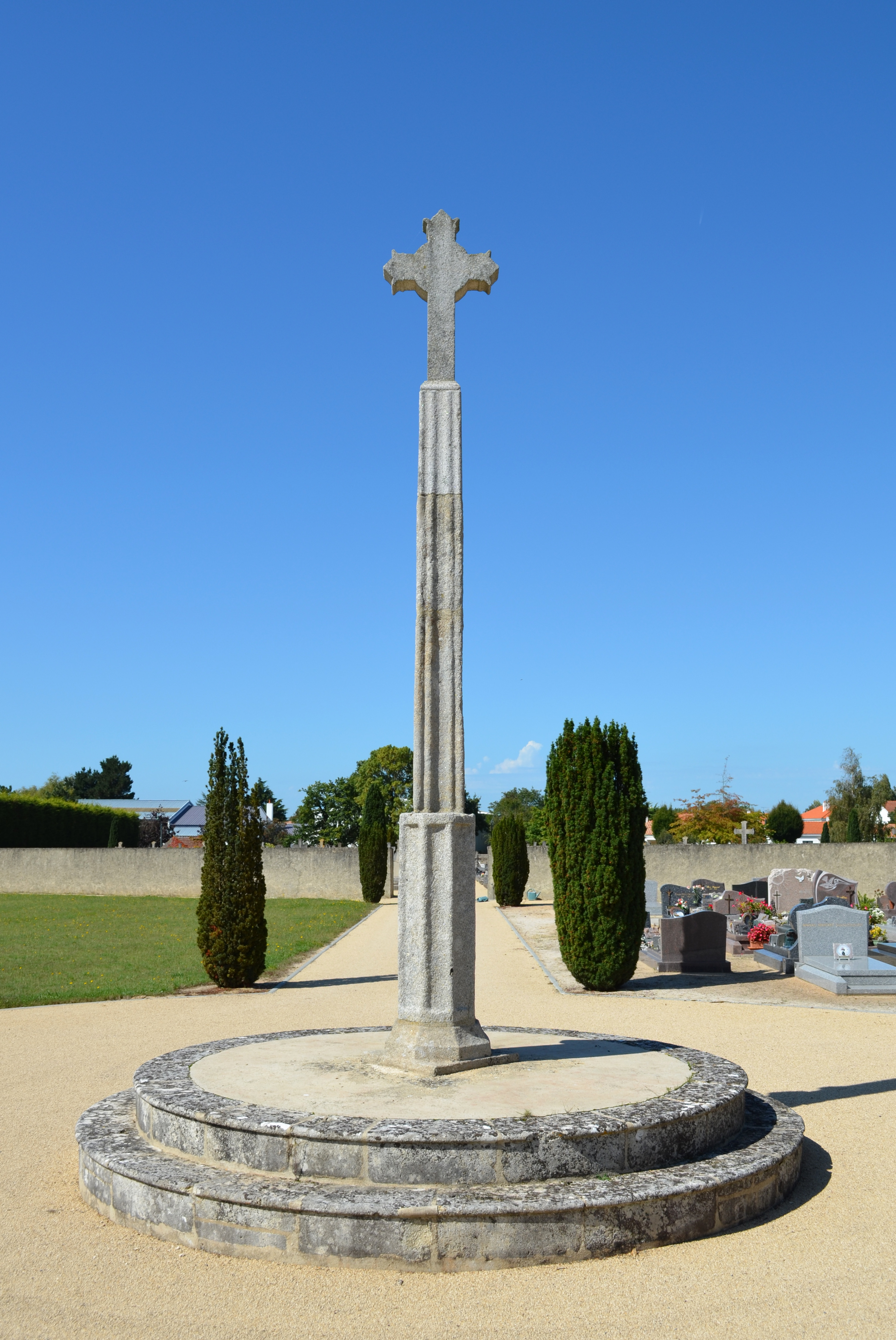
Кладбищенский крест